# Passionsfenster (Bazouges-la-Pérouse)

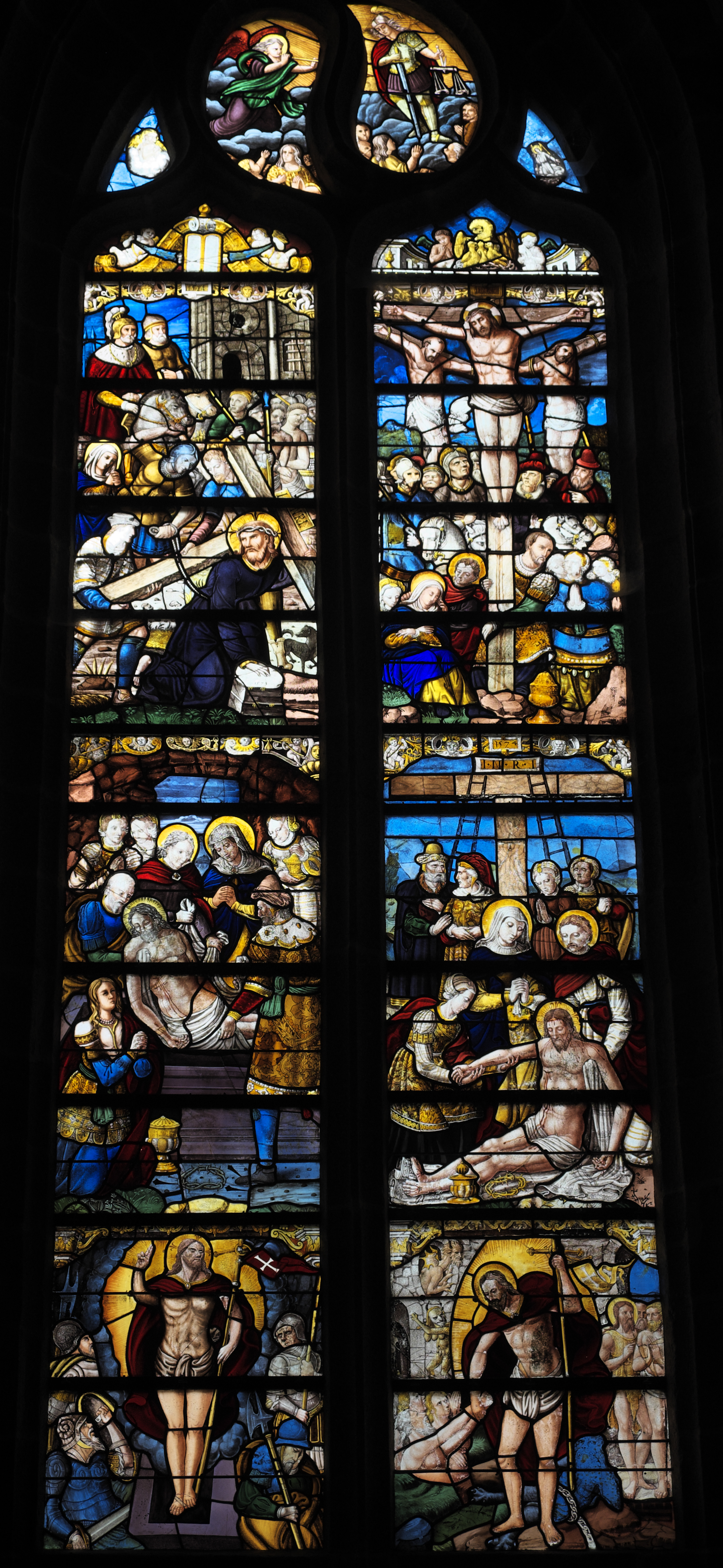
Passionsfenster in Bazouges-la-Pérouse

Das Passionsfenster in der katholischen Pfarrkirche St-Pierre-St-Paul in Bazouges-la-Pérouse, einer französischen Gemeinde im Département Ille-et-Vilaine in der Region Bretagne, wurde 1573/74 geschaffen. Das Bleiglasfenster wurde 1919 als Monument historique in die Liste der geschützten Objekte (Base Palissy) in Frankreich aufgenommen.
Das Fenster wurde von einem reichen Grundherrn gestiftet. Es zeigt verschiedene Szenen aus dem Leidensweg Jesu. Insgesamt sind nahezu 50 Personen dargestellt, die in zeitgenössischer Kleidung detailgenau ausgearbeitet sind. Der Schöpfer des Fensters ist nicht überliefert.
Neben dem Passionsfenster ist noch das Marienfenster in der Kirche aus der Zeit der Renaissance erhalten.

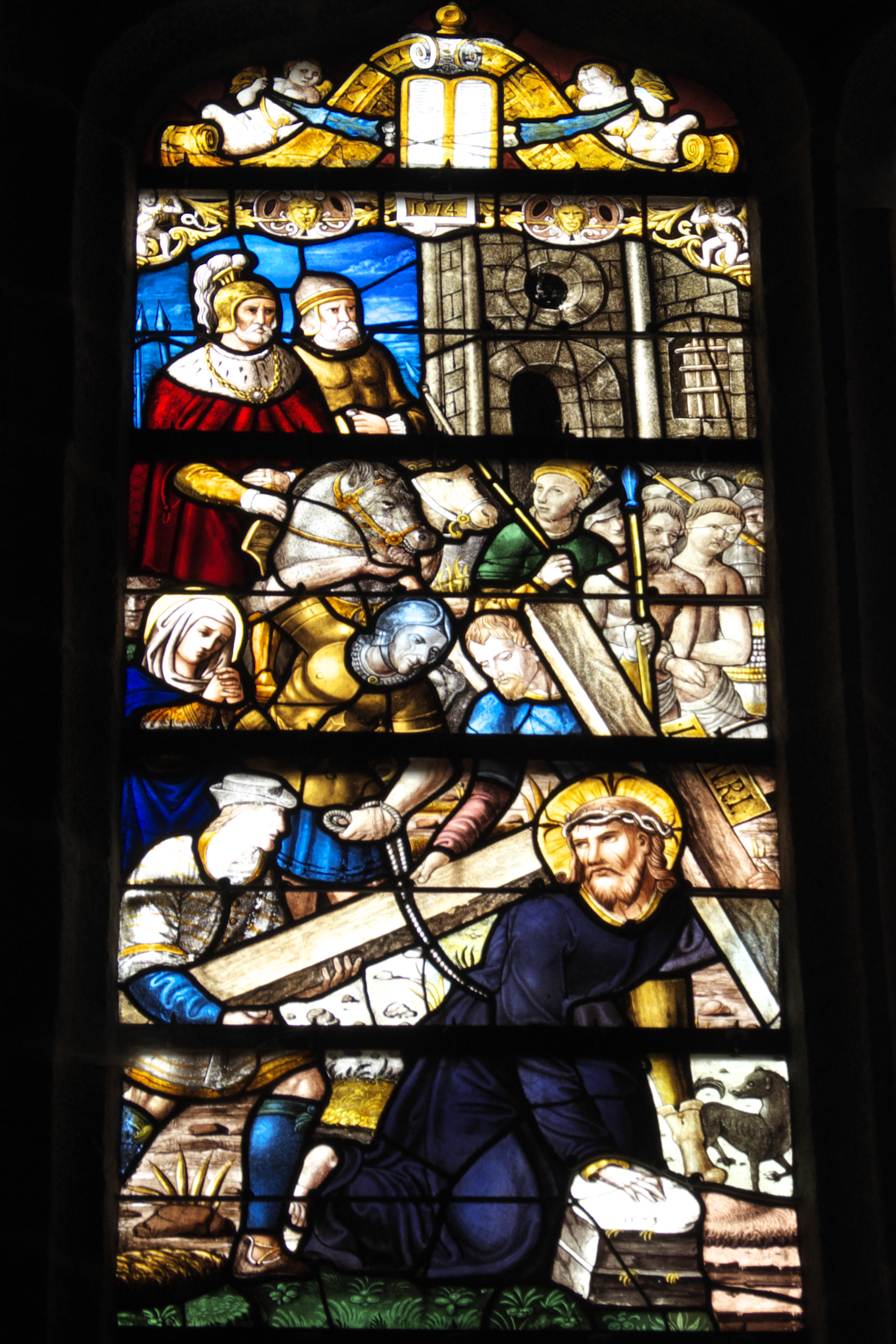
Simon von Cyrene hilft Jesus das Kreuz tragen
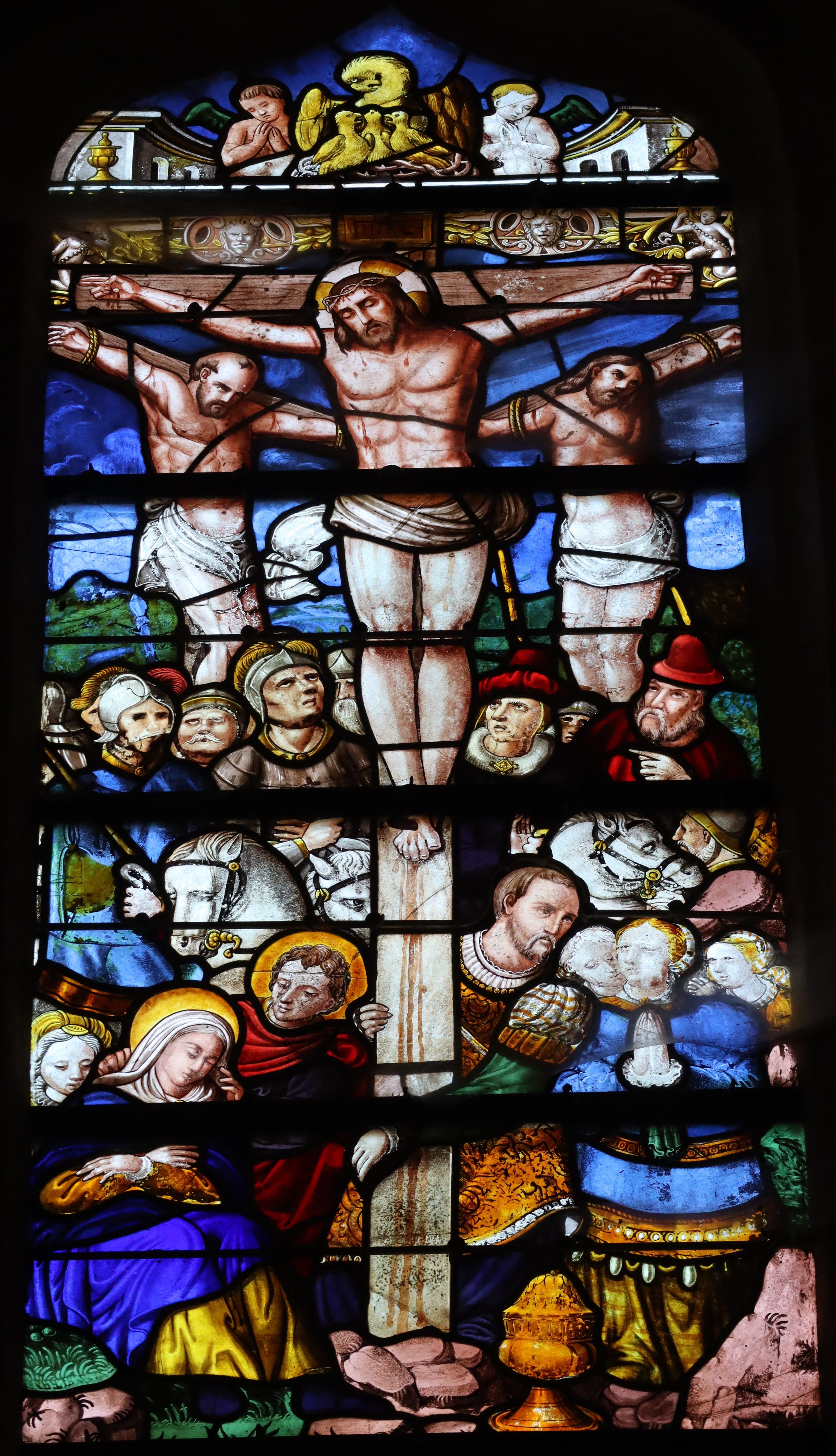
Kreuzigung Christi
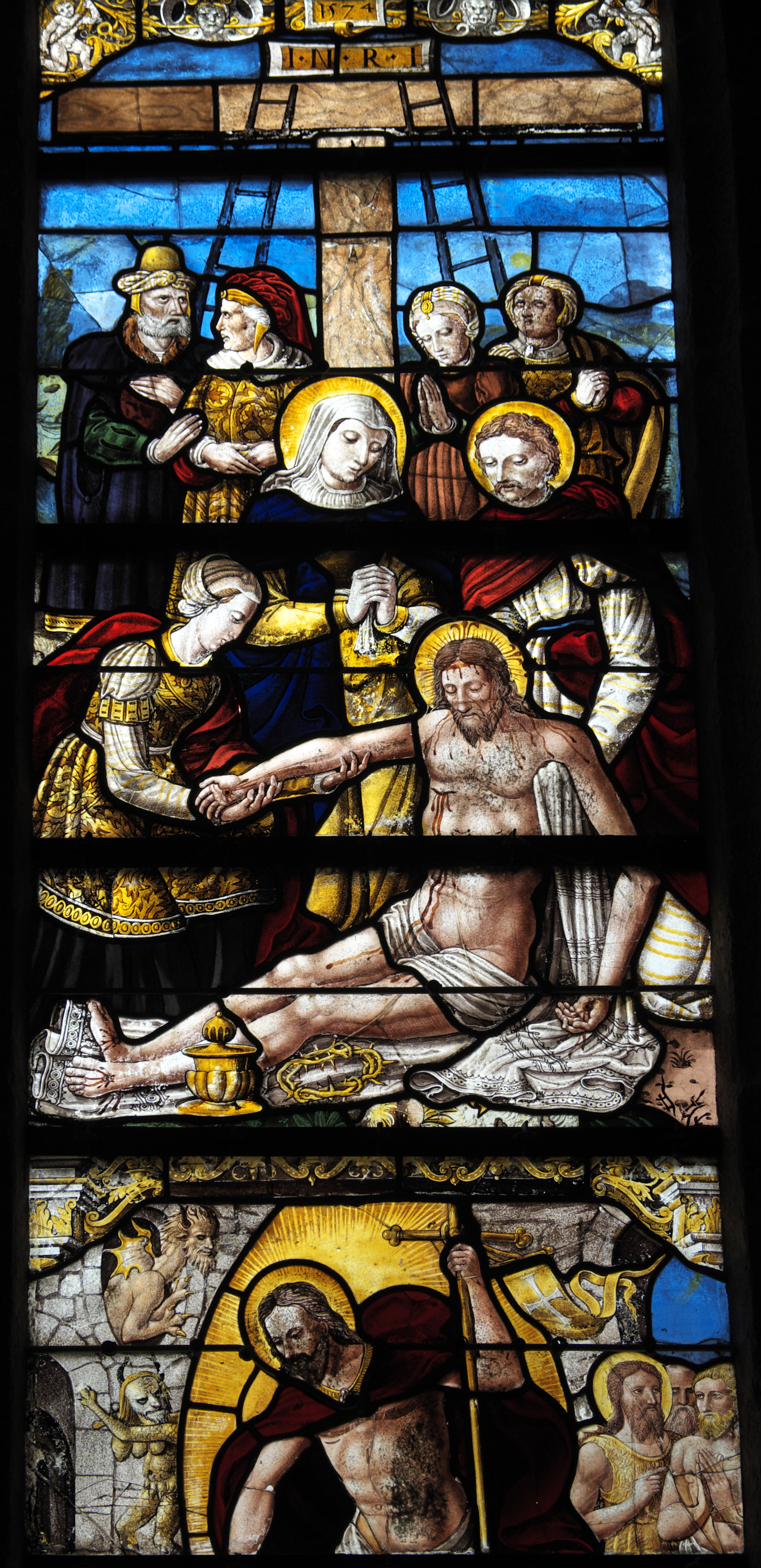
Kreuzabnahme
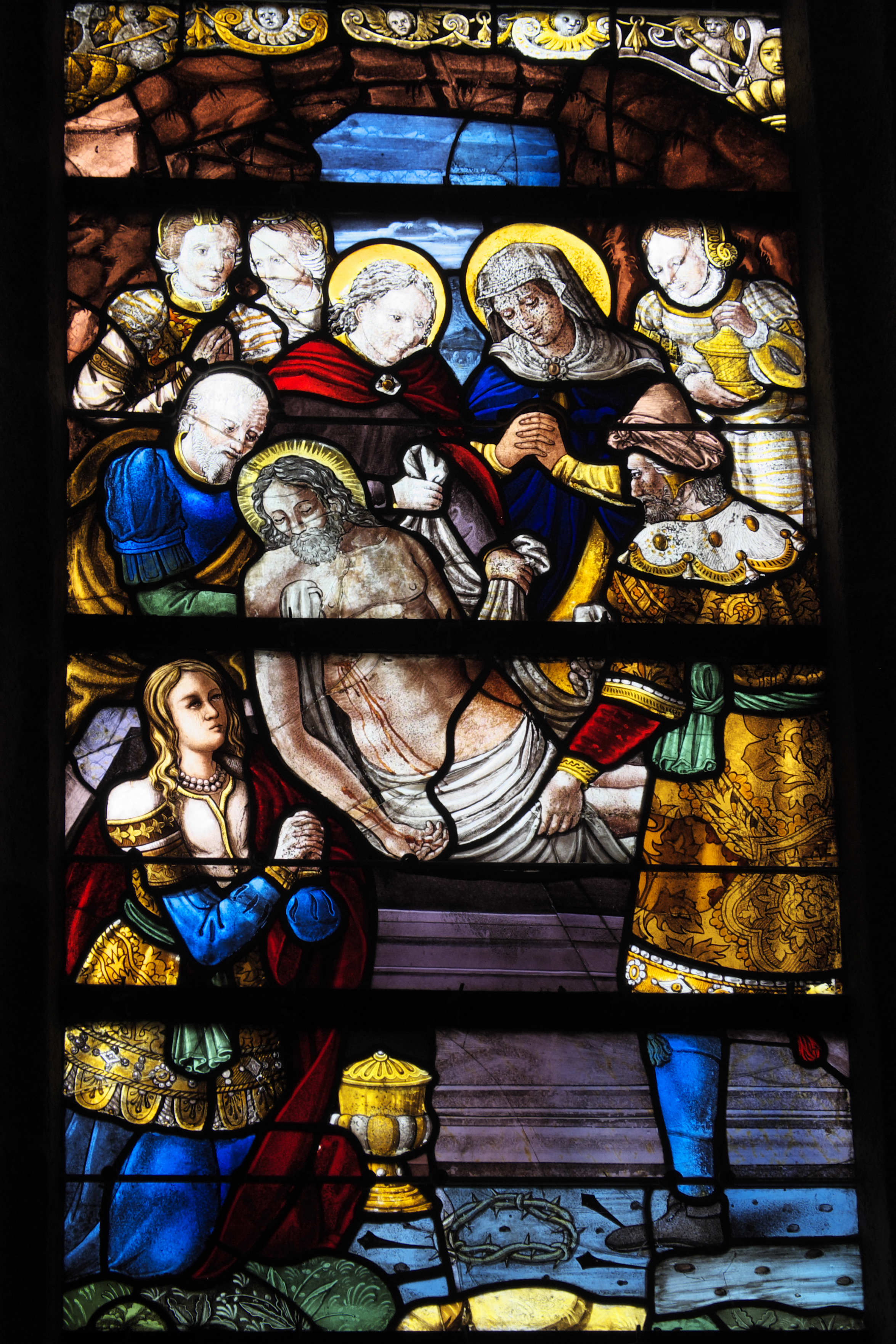
Grablegung Jesu